# Mary Townleyová
Mary Townleyová (nepřechýleně Townley; rozená Gosling, 1753 – 19. března 1839 Ramsgate) byla anglická architektka, která koncem 18. století navrhla několik budov v Ramsgate, a stala se tak jednou z prvních anglických architektek. Její nejvýznamnější stavbou byl Townley House.

## Život
V 70. letech 17. století se Mary provdala za proktora Jamese Townleyho. Manželé se usadili v Ramsgate, rozvíjejícím se přístavním městě ve východním Kentu, které bylo rekreačním střediskem šlechty. Townleyho příjmy z podnikání byly investovány do budov navržených jeho ženou.
Mary Townleyová hrála významnou roli v místní společnosti, pořádala v Townley House plesy a bavila šlechtu. Mezi jejími hosty byl ve 20. letech 19. století i král Vilém IV. Několik měsíců zde pobývala vévodkyně z Kentu se svou dcerou princeznou Viktorií, pozdější královnou Viktorií. Townleyovi měli devět dětí, ale po smrti nejstaršího a nejmladšího syna v letech 1808 a 1810 ztratila Marie zájem o módu a společnost. V důsledku zbožných křesťanských sklonů jejích dalších dvou synů místo toho byly večery věnovány četbě Bible. Po smrti manžela se Mary až do své smrti 19. března 1839, kdy jí bylo 86 let, aktivně angažovala v místním kostele.

## Dílo

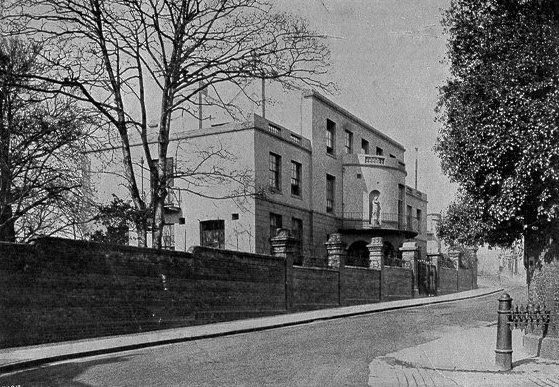
Townley House, Ramsgate

Všechna její známá díla se nacházejí v městě Ramsgate, zejména některá vládní kasárna, která byla později přestavěna na obytné domy a tvoří část dnešního náměstí Spencer Square, podstatná část náměstí Albion Place a Mews v zadní části náměstí, jakož i začátek ulice Royal Crescent Street.
Její hlavním dílem - nebo alespoň nejuznávanějším - je především Townley House z roku 1792, velké sídlo považované za architektonický skvost. V roce 1840 se Townley House stal dívčí internátní školou a zůstal jí až do konce první světové války. O několik let později byl dům přestavěn na pět nájemních bytů a před druhou světovou válkou byl název změněn na Townley House. Soubor městských domů, které navrhla v roce 1820, se stal hotelem Regency a později v něm byla postavena jazyková škola. Budova byla nedávno kompletně zrekonstruována.
Její učitel, proslulý umělec Sir Joshua Reynolds, ve své knize chválí návrhy architektonického stylu Mary Townleyové a uznává ji jako jedinečnou mezi ženami své doby.
Byla také inovátorkou v oblasti stavebnictví. V roce 1810 si nechala patentovat systém na vylepšení komínů, které vypouštěly příliš mnoho kouře.
Pět z jejích děl je zapsáno na seznamu English Heritage:
- Royal Road, Ramsgate (1814)
- The Paragon, Ramsgate (1816)
- 1-5 Chatham Place, Ramsgate (1780)
- Spencer Square, Ramsgate (1802)
- Townley House Mansion, Ramsgate (1792), listed building II* stupně[7]

Její hrobka v kostele svatého Vavřince je rovněž památkově chráněna (listed building II stupně). 